# Claro M. Recto

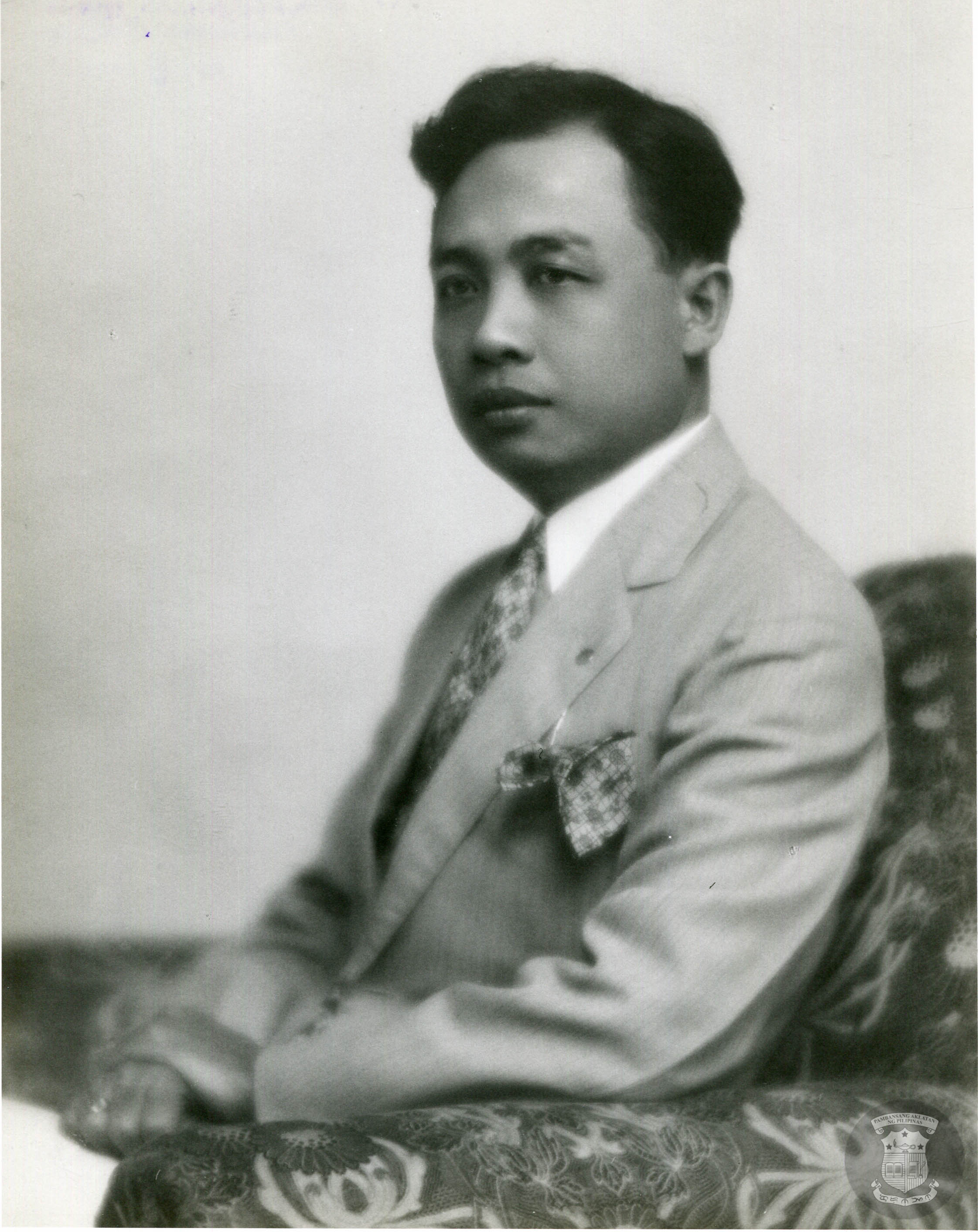
Claro Mayo Recto

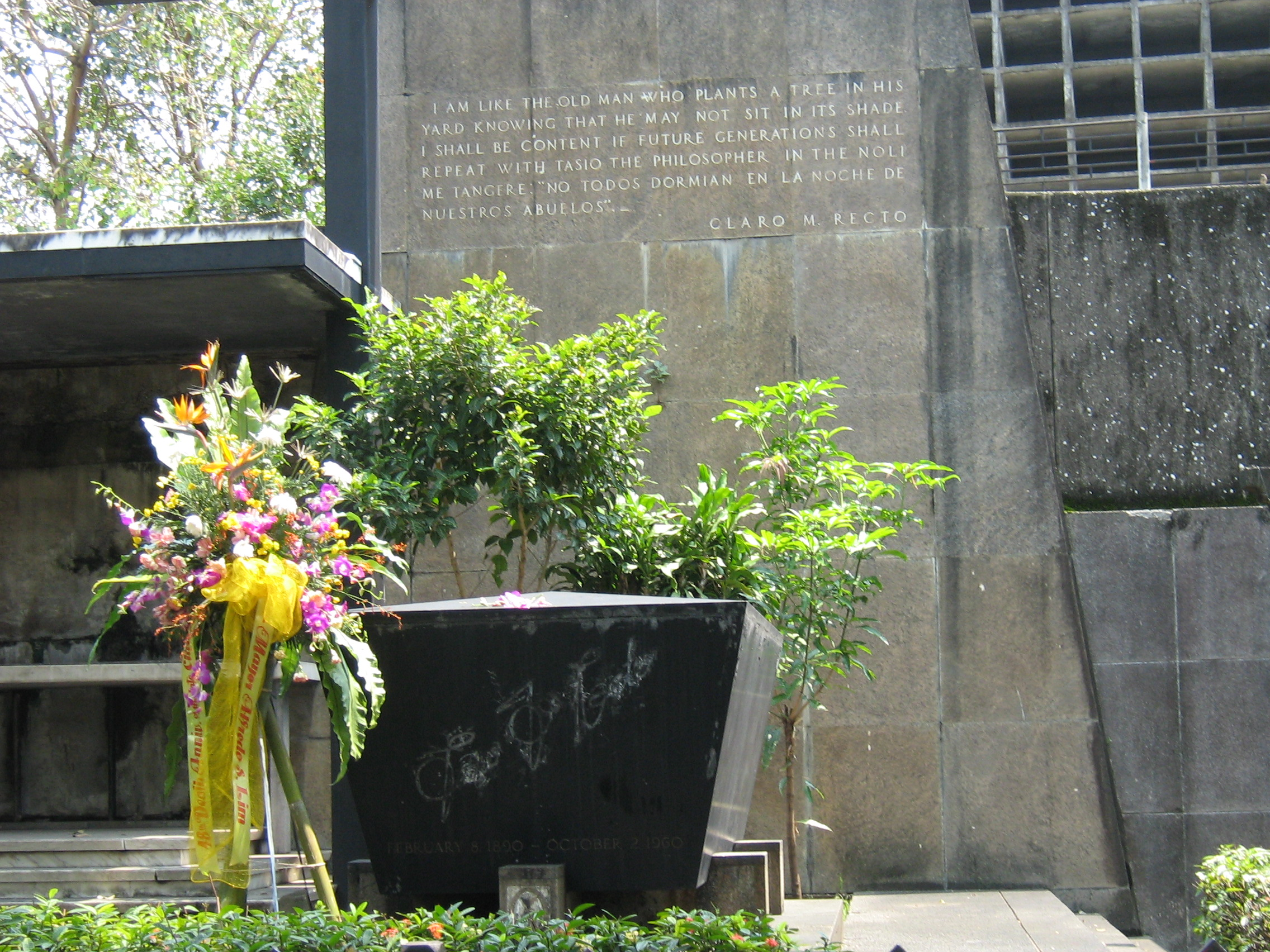
Grabstätte von Claro M. Recto auf dem Manila North Cemetery

Claro Mayo Recto (* 8. Februar 1890 in Tiaong, Quezon, Philippinen; † 2. Oktober 1960 in Rom) war ein philippinischer Jurist, Autor und Politiker.

## Biografie
Nach dem Besuch der Grundschule in Tiaong und der High School in Lipa City studierte er an der Ateneo de Manila University und schloss dieses Studium 1909 mit einem Bachelor of Arts (A.B.) maxima cum laude ab. Anschließend absolvierte er ein postgraduales Studium der Rechtswissenschaft an der University of Santo Tomas und erwarb dort 1914 einen Master of Laws (LL.M.). Nach seiner anschließenden Zulassung begann er 1914 eine Tätigkeit als Rechtsanwalt.
Seine politische Laufbahn begann Recto 1919, als er erstmals zum Mitglied des Repräsentantenhauses gewählt wurde und in diesem den 3. Wahlbezirk der Provinz Batangas vertrat. Später war er für einige Jahre Führer der Minderheitsfraktion (Minority Floor Leader) im Repräsentantenhaus.
1931 wurde er erstmals zum Mitglied des Senats gewählt und vertrat dort bis 1935 den damaligen 5. Senatswahlbezirk, der die Provinzen Batangas, Mindoro, Tayabas, Cavite und Marinduque umfasste. Zunächst war er auch im Senat von 1931 bis 1934 Minderheitsführer, ehe er anschließend von 1934 bis 1935 Führer der Fraktion der Mehrheit im Senat war (Majority Floor Leader). Während dieser Zeit war er auch Präsident der Kommission zur Ausarbeitung der Verfassung des Commonwealth der Philippinen und legte den Verfassungsentwurf zur abschließenden Prüfung und Unterzeichnung auch US-Präsident Franklin D. Roosevelt vor. Er gilt daher als „Father of the Philippine Constitution“.
Nach seinem Ausscheiden aus dem Senat wurde er 1935 von Präsident Roosevelt zum Beisitzenden Richter (Associate Justice) an den Obersten Gerichtshof, den Philippine Supreme Court, berufen und erwarb sich insbesondere Ansehen bei den Debatten mit dem damaligen US Attorney General Homer S. Cummings zum Status der Militärbasen der US Army auf den Philippinen. Das Amt des Associate Justice übte er bis 1936 aus.
Im November 1941 wurde er wiederum zum Mitglied des Senats gewählt und gehörte diesem Gremium de facto von 1942 bis 1946 an, wobei der Senat nur einmal im Juni 1945 zusammentraf. An dieser Sitzung nahmen jedoch nur 16 der 24 Senatoren anwesend war, da die restlichen Senatsmitglieder wegen Kollaboration mit der japanischen Besatzungsmacht inhaftiert waren.
Daneben war Recto zunächst von 1942 bis 1943 Kommissar für Bildung, Gesundheit und öffentliche Wohlfahrt, ehe er von 1943 bis 1944 Staatsminister für Auswärtige Angelegenheiten in der Regierung von Präsident Manuel Quezon war.
1949 wurde er wieder zum Senator gewählt und als solcher im November 1955 wiedergewählt. 1957 kandidierte er für das Amt des Präsidenten, unterlag allerdings Carlos P. Garcia.
Zuletzt war er 1960 im Range eines außerordentlichen Botschafters und Bevollmächtigten Gesandten Kulturvertreter der Philippinen auf einer Mission in Lateinamerika und Europa und verstarb während dieser Reise in Rom.
Neben seiner umfangreichen politischen Tätigkeit war er auch Autor von Büchern über Politik und Vertragsrecht.
Nach ihm wurde Barangays in den Städten Catubig und Maigo sowie die Claro M. Recto Avenue in Tondo benannt.